# Rhaphoxya felina
Rhaphoxya felina är en svampdjursart som beskrevs av Wiedenmayer 1989. Rhaphoxya felina ingår i släktet Rhaphoxya och familjen Dictyonellidae.
Artens utbredningsområde är havet kring Australien. Inga underarter finns listade i Catalogue of Life.